# Огучі Уче
Огучі Уче (англ. Oguchi Uche, нар. 19 вересня 1987, Оверрі) — нігерійський футболіст, півзахисник клубу ТРАУ. Виступав, зокрема, за клуб «Лобі Старз», а також національну збірну Нігерії.

## Клубна кар'єра
У дорослому футболі дебютував 2005 року виступами за команду клубу «Лобі Старз», в якій провів три сезони, взявши участь у 20 матчах чемпіонату. У листопаді 2007 року талановитого та самовідданого молодого півзахисника помітили скаути «Кельна», проте перехід не відбувся через те, що німецький клуб та «Лобі Старз» не змогли домовитися щодо віступних за футболіста.
У січні 2008 року перебрався до клубу «Еньїмба». Потім виступав за інші нігерійські клуби «Долфінс», «Гартленд», «Енугу Рейнджерс» та «Абія Ворріорс». По завершенні контракту з останнім з вище вказаних колективів виїхав за межі Африки та приєднався до «Сітри». Потім виступав за бахрейнські «Аль-Аглі» (Манама) та «Сітра». З 2018 по 2019 рік знову грав у Нігерії, за «Гартленд».
До складу клубу ТРАУ приєднався 2019 року. Станом на 31 грудня 2019 року відіграв за клуб з Імпхала 4 матчі в національному чемпіонаті.

## Виступи за збірну
Виступав за юнацькі збірні Нігерії різних вікових категорій. 2007 року дебютував в офіційних матчах у складі національної збірної Нігерії.

## Особисте життя
Молодший брат американського футболіста Огучі Оньєву.

## Статистика виступів

### Статистика виступів за збірну
| Дата      | Місто   | Господарі | Результат | Гості   | Турнір                                  | Голи | Примітки |
| --------- | ------- | --------- | --------- | ------- | --------------------------------------- | ---- | -------- |
| 27-5-2007 | Найробі | Кенія     | 0 – 1     | Нігерія | товариський матч                        | -    |          |
| 17-6-2007 | Ніамей  | Нігер     | 1 – 3     | Нігерія | Відбір до Кубка африканських націй 2008 | -    |          |
| 11-1-2012 | Абуджа  | Нігерія   | 0 – 0     | Ангола  | товариський матч                        | -    |          |
| Усього    |         | Матчів    | 3         |         | Голів                                   | 0    |          |